# إيفان ريبار
إيفان ريبار (وُلد في 21 يناير 1881 وتوفي في 2 فبراير 1968)، سياسي كرواتي. شغل مناصب مهمة في عدد من الحكومات المختلفة في يوغوسلافيا. عُرف ريبار بتأييده للفكر اليوغوسلافي والشيوعي، وكان شخصية بارزة في حركة البارتيزان اليوغوسلافية التي قادت المقاومة ضد الاحتلال النازي ليوغوسلافيا.

## حياته
وُلد إيفان ريبار في فوكمَنيتش (جزء من كارلوفاتش). حصل على درجة الدكتوراه في القانون. عمل محاميًا في زغرب وجاكوفو وبلغراد.
خلال الحرب العالمية الثانية، فقد ريبار جميع أفراد أسرته؛ حيث استشهد ابناه إيفو "لولا" ويوريكا أثناء القتال ضمن صفوف البارتيزان عام 1943، بينما أعدمت زوجته أنطونيا على يد القوات الألمانية عام 1944. كان إبنه الأكير إيفو قائدًا لرابطة الشبيبة الشيوعية اليوغوسلافية خلال الحرب، وحصل بعد وفاته على لقب بطل الشعب في يوغوسلافيا.

### الحياة السياسية
تولى ريبار عدة مناصب سياسية بارزة، من أبرزها: رئيس الجمعية البرلمانية لمملكة الصرب والكروات والسلوفينيين (1920–1922)، ورئيس اللجنة التنفيذية لمجلس التحرير الوطني المناهض للفاشية (26 أكتوبر 1942 – 4 ديسمبر 1943)، ورئيس هيئة رئاسة الجمعية الشعبية المؤقتة (4 ديسمبر 1943 – 5 مارس 1945)، رئيس هيئة رئاسة الجمعية الوطنية (29 ديسمبر 1945 – 14 يناير 1953)
كان ريبار يُعتبر رأس الدولة الرسمي ليوغوسلافيابعد إعلان الجمهورية عام 1945 وحتى 1953 ؛ إذ عدل الدستور ليجعل منصب رئيس البرلمان معادلًا لمنصب رئيس الجمهورية. في عام 1953، تم انتخاب زعيم الحزب الشيوعي ورئيس الوزراء جوزيف بروز تيتو لمنصب رئيس الجمهورية الجديد، ليصبح الحاكم الفعلي للبلاد منذ عام 1945.

## الزواج الثاني والوفاة
أمضى ريبار سنواته الأخيرة في زغرب. في عام 1952، تزوج من الرسامة والشاعرة كاتا دوشين-ريبار وانتقل للعيش في شقتها بشارع ديمتر رقم 3. توفي عام 1968 عن عمر ناهز 87 عامًا.
في عام 1976، تبرعت أرملته بالشقة ومجموعتهما الفنية لمدينة زغرب. وتُعرض المجموعة الفنية في شقة ديمتر التي فُتحت للزوار، إلا أنها أُغلقت مؤقتًا اعتبارًا من عام 2021 بسبب الأضرار التي لحقت بها جراء زلزال زغرب عام 2020.

## روابط خارجية
- إيفان ريبار على موقع مونزينجر (الألمانية)